# Gryne coccinelloides
Gryne coccinelloides is een hooiwagen uit de familie Cosmetidae.